# IGF王座
IGF王座（アイ・ジー・エフおうざ）は、IGFが管理、認定していた王座。

## 歴史
2011年1月11日、プロレスの王座として創設。8月27日、IGF両国国技館大会「INOKI GENOME 〜Super Stars Festival 2011〜」で行われた初代王座決定トーナメントの決勝に進出したジェロム・レ・バンナとジョシュ・バーネットが戦う予定だったが二重契約問題でバーネットが欠場したため、バンナの不戦勝扱いとして初代王者に認定すると同時に予定された決勝の代替試合として藤田和之との防衛戦が行われた。
2013年12月31日、王者の藤田が石井慧との防衛戦で総合格闘技形式による試合を行ったことにより、総合格闘技の王座に移行された。
2016年、空位となって事実上封印状態となる。

## 歴代王者
| 歴代  | 選手                 | 防衛回数 | 獲得日付       | 獲得場所 （対戦相手・その他）                      |
| ----- | -------------------- | -------- | -------------- | -------------------------------------------------- |
| 初代  | ジェロム・レ・バンナ | 5        | 2011年8月22日  | 両国国技館 IGFが王者に認定                         |
| 第2代 | 藤田和之             | 2        | 2012年7月14日  | 大阪府立体育会館                                   |
| 第3代 | 石井慧               | 0        | 2013年12月31日 | 両国国技館                                         |
| 第4代 | ミルコ・クロコップ   | 1        | 2014年8月23日  | 両国国技館 返上                                    |
| 第5代 | オリィ・トンプソン   | 0        | 2015年12月31日 | 両国国技館 フェルナンド・ロドリゲス・ジュニア 封印 |